# Christian Wilhelm Roch
Christian Wilhelm Roch (geboren am 4. Juni 1758 in Nepperwitz bei Wurzen; gestorben 1812 in Reichenberg bei Moritzburg (Sachsen)) war ein deutscher Beamter und Schriftsteller.

## Leben
Christian Wilhelm Roch war der Sohn des Nepperwitzer Pfarrers Johann Friedrich Roch (* 27. Januar 1715 in Mügeln; † 19. Januar 1775 in Nepperwitz, dort 1743 Substitut und 1749 Pfarrer). Rochs Vater beschäftigte sich mehr als vier Jahrzehnte mit Urkunden und Aufzeichnungen der Kirche, er verfasste zahlreiche Abhandlungen – sowohl anonym oder mit Initialen wie „M. R.“ oder „M. I. F. R.“ – beispielsweise in den Sammlungen „vaterländischer Geschichten“ von Johann Christian Schöttgen.
Christian Wilhelm Roch studierte an der Universität Leipzig. 1790 war er als Obersteuer-Kopist tätig. Etwa zur sogenannten „Franzosenzeit“ lebte er ab 1803 bis zu seinem Tod in Reichenberg bei Moritzburg.
1784 gab Roch das heute in das Fach „Lexikon“ eingeordnete Deutsche Kirchenwörterbuch heraus.
Als Autor arbeitete Roch gemeinsam mit seinem Studienfreund Carl Wilhelm Walder, unter dessen Namen Rochs Werke teilweise erschienen. Mitunter erschienen Rochs Arbeiten jedoch auch anonym.

## Schriften (Auswahl)
- Deutsches Kirchenwörterbuch. Johann Jakob Gebauer, Halle 1784, Digitalisat SLUB
- mit Karl Wilhelm Walder: Frühlingsblumen. im Verlage der Dykischen Buchhandlung, Leipzig 1785, Digitalisat
- mit Karl Wilhelm Walder: Die Stutzperücke. Eine deutsche Geschichte. im Verlage der Dykischen Buchhandlung, Leipzig 1785, Volltext in der Google-Buchsuche
- Das Gespenst, Ein Gegenstück zur Stutzperücke. im Verlage der Dykischen Buchhandlung, Leipzig 1785, Stabi Digitalisierte Sammlungen
- Luise von Bardenau. Oder: Liebe macht Verbrecher (= Neue Original-Romane der Deutschen. 22. Band). bey Carl Friedrich Schneider, Leipzig 1786, ÖNB Digital
- Hans von Hobald, oder die Geschichte eines Weltbürgers. Vom Verfasser der Stutzperükke. bey Carl Friedrich Schneider, Leipzig
  - 1. Theil. (= Neue Original-Romane der Deutschen. 23. Band). 1786, ÖNB Digital
  - 2. und letzter Theil. (= Neue Original-Romane der Deutschen. 24. Band). 1787, ÖNB Digital

- Reproduktionen als Mikrofiche
  - Hans von Hobald, oder Geschichte eines Weltbürgers. 2 Bände. Leipzig, 1786. In: Bibliothek der deutschen Literatur. 17038/17040. Saur, München [1994], ISBN 3-598-52406-4, ISBN 3-598-50017-3, ISBN 3-598-50034-3
  - Die Stutzperücke. Leipzig, 1785. In: Bibliothek der deutschen Literatur. 17038. Saur, München [1994], ISBN 3-598-52406-4, ISBN 3-598-50017-3, ISBN 3-598-50034-3
  - Das Gespenst. Leipzig, 1785. In: Bibliothek der deutschen Literatur. 17038. Saur, München [1994], ISBN 3-598-52406-4, ISBN 3-598-50017-3, ISBN 3-598-50034-3